# لا أحد يرافقني (رواية)
لا أحد يرافقني (بالإنجليزية: None to Accompany Me) هي رواية للكاتبة الجنوب أفريقيةنادين غورديمير الحاصلة على جائزة نوبل ، نشرت عام 1994، لأول مرة عن دار نشر فارار وشتراوس آند جيروكس.في الولايات المتحدة، ثم تُرجمت إلى عدة لغات لاحقًا.

## نبذة عن الرواية
تدور أحداث الرواية في جنوب أفريقيا خلال السنوات الانتقالية بعد انهيار نظام الفصل العنصري، حيث تسلط الضوء على الصراعات السياسية والاجتماعية التي يعيشها الشعب الجنوب أفريقي في سعيه لبناء دولة ديمقراطية جديدة. تدور القصة بشكل أساسي حول شخصية فيرا ستارك، وهي محامية بيضاء مدافعة عن حقوق الإنسان، تجد نفسها في مفترق طرق بين ماضيها الشخصي والسياسي، وبين مستقبل غامض تحاول المساهمة في صياغته.

## شخصيات الرواية
- فيرا ستارك: المحامية المثقفة التي كرّست حياتها للدفاع عن المظلومين، تعيش صراعًا داخليًا بعد انهيار النظام الذي عارضته لسنين.
- بن ستارك: زوج فيرا، رجل يرمز إلى جيل قديم من الليبراليين، يشعر بالتهميش في المجتمع الجديد.
- جليل، كاثرين، وآخرون: شخصيات ثانوية تمثل أطيافًا من السود الذين يناضلون لأخذ مواقعهم الجديدة في النظام المتحول.

## المواضيع الرئيسية
تعالج الرواية عدة مواضيع متشابكة، من أبرزها:
- الهوية والاغتراب: خصوصًا في شخصية فيرا، التي تجد نفسها فجأة بلا موقع محدد في الدولة الجديدة التي ساعدت على قيامها.
- التحول السياسي: تصور الرواية التغيرات العميقة في بنية الدولة والمجتمع، وتعكس الانتقال من النضال السياسي إلى بناء مؤسسات الحكم.
- العدالة الاجتماعية: تطرح أسئلة عن معنى العدالة في بلد يسعى إلى المصالحة بعد عقود من الظلم.

## الأسلوب الأدبي
توظف غورديمير في الرواية أسلوبًا سرديًا كثيفًا ومعقدًا، يعتمد على المنظور الداخلي للشخصيات والتدفق النفسي، ما يعكس مدى توتر المرحلة الانتقالية بين نظامين سياسيين. كما أن استخدام الحوار المحدود والتأمل الذاتي يجعل النص أكثر اقترابًا من تيار الوعي.

## التلقي والنقد
تلقت الرواية مراجعات نقدية متباينة، فقد أشاد بها كثير من النقاد لجرأتها في تناول ما بعد الأبارتايد من منظور الطبقة البيضاء الليبرالية، بينما رأى آخرون أن الرواية أقل حيوية مقارنة بأعمال سابقة لغورديمير مثل صديق عابر أو قصة ابني.في مراجعة لصحيفة نيويورك تايمز، وصفت الرواية بأنها "عمل حزين ومتوتر ومتأمل في ما خسره الجميع في طريقهم نحو الحرية".وتمثل هذه الرواية لحظة تحول في مسيرة غورديمير الأدبية، حيث انتقلت من نقد نظام الفصل العنصري إلى استكشاف تحديات ما بعد التحرير. وتُعتبر شهادة أدبية على مرحلة مفصلية في تاريخ جنوب أفريقيا، وقد دُرّست الرواية في العديد من الجامعات ضمن مساقات الأدب ما بعد الكولونيالي.